# Isla de San Pablo (Alaska)
La Isla de San Pablo se encuentra situada en el mar de Bering a 440 km de la costa de Alaska. Su superficie es 104 kilómetros cuadrados. Cuenta con una escuela en la que reciben clases 100 estudiantes, una oficina de correos y un templo cristiano ortodoxo. Su población son 532 habitantes. Es la mayor de las Islas Pribilof, un grupo de cuatro islas volcánicas del mar de Bering pertenecientes a Estados Unidos.

## Historia
Fue descubierta por el marino ruso Gavriil Pribylov el 12 de julio de 1788, día de San Pedro y San Pablo. 
El idioma tradicional de los habitantes de la isla es el aleutiano. Sin embargo se encuentra en regresión y solo es hablado de forma fluida por un número muy pequeño de personas.